# 바퀴의 재발명
바퀴의 재발명(To reinvent the wheel)은 이전에 다른 사람들에 의해 만들어졌거나 최적화된 기초적인 방식을 복제하는 것이다.
이 관용적 어구는 바퀴가 인간의 독창성의 원형이라는 사실에 기반을 두며, 둘 다 사용자에게 힘과 유연성을 제공한다는 장점이 있다. 이미 발명되었고 운영적 결함이 있다고 간주되지 않기 때문에 이를 재발명하는 시도는 무의미하므로 해당 물체에 대한 가치를 더할 수 없고 시간 낭비가 될 수 있다.

## 같이 보기
- 안티패턴
- 모범 사례
- NIH 증후군

## 참고 문헌
- Kemper, Steve, 《A Story of Genius, Innovation, and Grand Ambition》, HarperCollins, ISBN 0-06-076138-5
- Hershock, Peter D., 《A Buddhist Response to the Information Age》, State University of New York Press, ISBN 0-7914-4232-2